# Manuela Kasper-Claridge
Manuela Kasper-Claridge (født d. 26. oktober 1959 i Berlin, Tyskland) er en tysk journalist.
Kasper-Claridge hun er leder af DW-TVs "Business & Science"-afdeling. DW-TV er Tysklands internationale medie og når ud til millioner af seere verden over. Programmerne kan også ses online. Afdelingen "Business & Science" producerer erhvervsnyheder og det ugentlige erhvervsmagasin Made in Germany og globaliseringsprogrammet Global 3000. Yderligere findes Business Brief der sender to gange om dagen.
Kasper-Claridge har studeret økonomi og sociologi på Freie Universität Berlin og blev færdig i 1984. Hun har været leder for "Business & Science" siden 2014. Inden da var hun ansvarlig for videnskabsafdelingen samme sted fra 2001.
Hun har tre børn og bor i Berlin.